# Ederson Thormena
Pour les articles homonymes, voir Ederson.
Ederson Thormena ou Tormena est un footballeur brésilien né le 14 mars 1986 à Brusque (Brésil).
Il évolue comme milieu de terrain.

## Palmarès
- Vainqueur de la Coupe de Belgique en 2009 avec le KRC Genk
- Vainqueur du Championnat de Belgique de D2 en 2012 avec le Charleroi SC